# 反面王子
『反面王子』（はんめんおうじ）は鈴木有布子による日本の少女漫画作品。月刊コミックアヴァルス（マッグガーデン）に連載。単行本は全3巻。

## あらすじ
美しい王子のような大学生、友利圭は幼馴染の少女・清家凛々に告白してフられて以来、自分に対する自信が尽き果て、必死に愛を得ようと空回るようになった。そんな圭の前に、元彼女、古倉千歳が現れる。愛が重すぎる故にフられてしまう千歳は、圭によりを戻さないかと言う。しかし、珍しく圭は返事を渋った。一方、凛々は角鹿大学附属中学校の先輩・高橋翔という彼氏ができていた。

## 登場人物

### 角鹿大学工学部
友利圭
本作の主人公。容姿端麗かつ秀才で運動神経も良く、純情な男性。
20歳、大学2年に在学。ただし歳の離れた幼馴染の凛々に告白してフられて以来、自信も主体性も欠けるトラウマ持ちになった。
身長は約182cm。恋愛経験を嘆くより不器用にしか、どんなに何度も振られてもいつか運命の人が来ると信じている。
蛭子昌幸
普通の男子。20歳、大学2年生。今は19歳の短大生で大手製薬〇×の御嬢・なずなと付き合っていけるように。ただ、彼女の父は彼が婿になり生物工学に進学し、家を継ぐことを望んでいるが、本人は電気・電子システム工学科に専念したい模様。
垣内憲人
経済学万年2位。愛称は”化学くん”。大学院の経済学研究科にて頑張り続ける。
小浜草太郎
財閥の御曹司。究極的なニートでオタク。ツンデレ、ロリコン属性の美少女が大好き。
いつも一度も女性が間近におらず恋をしたことがなく、すぐさま凛々の謀略を見抜いた。
かつて凛々を本気で愛していたがあきらめてしまった。

### 角鹿大学中学部
高橋翔
中学2年生、14歳。身長は約172cm、熱血・純情な超人気の先輩、非常に端正な顔立ちの少年。時に鈍感でボケている上に優柔不断な面を見せる。小学部の少女から中学部の少女の間ではアイドル的存在。だが圭に比べると若干子供で、凛々への恋愛感情を自覚していたが、立派な一人前の男子になれずじまいである。

### 角鹿大学小学部
清家凛々
小学6年生、12歳。身長は約154cm、ツンデレで可愛らしい美少女。圭の幼馴染の恋愛対象であり、圭の恋愛絡みのイタズラな破壊者。現在でも圭のことを忘れなかった。翔とは恋人同士。